# Latirus carinifer
Latirus carinifer är en snäckart som beskrevs av Jean-Baptiste Lamarck 1822. Latirus carinifer ingår i släktet Latirus och familjen Fasciolariidae. Utöver nominatformen finns också underarten L. c. macgintyi.